# Фернанду Жузе ди Франса Диаш Ван-Дунем
Ферна́нду Жузе́ ди Фра́нса Ди́аш Ван-Ду́нем (на португалски: Fernando José de França Dias Van-Dúnem)

## Биография
Роден е в Луанда през 1952 г. Завършва Университета на Коимбра (Португалия). Получава научна степен доктор по право.
През периода 1986 – 1990 е министър на правосъдието на Ангола, а в периодите 19 юли 1991 – 2 декември 1992 и 3 юни 1996 – 29 януари 1999 е министър-председател.
Посланик и първи заместник-председател е на Панафриканския парламент на Африканския съюз.
| Герб на Ангола | Министър-председатели на Ангола |
| Герб на Ангола | Лопу Фортунату Ферейра ду Нашсименту \| Фернанду Жузе ди Франса Диаш Ван-Дунем \| Маркулино Моку \| Фернанду Жозе де Франса Диаш Ван-Дунем \| Фернанду да Пиедаде Диаш душ Сантуш \| Пауло Касома |